# Alexis Bétemps
Alexis Bétemps (pron. fr. AFI: [alɛksi betɑ̃]) (Saint-Christophe, 26 agosto 1944) è uno storico, etnologo e politico italiano, originario della Valle d'Aosta.

## Biografia
Diplomato all'istituto magistrale Regina Maria Adelaide di Aosta, si laurea in linguistica all'Università Bocconi e all'Università di Mons. Durante gli studi, lavora come insegnante supplente in Valle d'Aosta, in particolare a Verrès e a Châtillon.
A partire dal 1964, collabora con il giornale aostano Le Peuple valdôtain e con la principale rivista di linguistica ed etnologia valdostana Le Flambeau. Si impegna in parallelo nell'attività del Syndicat Autonome Valdôtain des Travailleurs (SAVT).
Nel 1979, è eletto presidente del Centre d'études francoprovençales « René Willien » di Saint-Nicolas.
È caporedattore della Revue valdôtaine dal 1978 al 1983.
Nel 1980, è eletto presidente de l'Association valdôtaine des archives sonores (AVAS).
Dirige il Bureau régional pour l’ethnologie et la linguistique (BREL) dalla sua fondazione nel 1986 fino al 1997.
Ha inoltre partecipato all'attività de l'Union Valdôtaine, di cui è stato presidente dal 1984 al 1996.
Ha partecipato alla creazione del partito politico Renouveau Valdôtain.

### Vita privata
È stato sposato con la cantante Magui Bétemps.

## Premi
- Premio Claude-Seignolle per l'etnologia
- Premio Mario Rigoni Stern
- Premio del Salon du livre de montagne de Passy
- Premio Leggimontagna
- Premio Itas
- Premio CIA Bellati
- Premio Combuscuro

## Pubblicazioni principali
- Les valdôtains et leur langue, Aoste, 1979.
- La langue française en Vallée d’Aoste de 1945 à nos jours, Milan, 1968/1969.
- Le combat pour la langue française, facteur de prise de conscience valdôtaine, Aoste, 1986.
- Le francoprovençal en Vallée d’Aoste. Problèmes et prospectives. dans : Lingua e comunicazione simbolica nella cultura walser. VI convegno studi walser. (6. Walsertreffen) Fondazione Monti, Anzola d’Ossola 1989, p. 355–372.
- Collecte et mise en valeur du patrimoine ethnographique et linguistique en Vallées d’Aoste. 1991.
- Le francoprovençal et sa littérature en Vallée d’Aoste. dans : Les langues les moins parlées d’Europe et leur littérature. Monaco 1993, p. 171–182.
- Le bilinguisme en Vallée d’Aoste. Problèmes et perspectives. dans : André-Louis Sanguin, Les minorités ethniques en Europe. L’Harmattan, Paris 1993, p. 131–135.
- Pour une éducation plurilingue. Projet de manifeste pour une Europe plurilingue proposé par le Gouvernement de la Région Autonome Vallée d’Aoste et l’Association internationale “Le monde bilingue”. dans : Lo Flambò. n.148, 1993, p. 18–22.
- La phonothèque de l’Association Valdôtaines des Archives sonores (1980–1990). dans : Études francoprovençales. Actes du Colloque réunis dans le cadre de 116 Congrès national des Sociétés savantes Chambéry-Annecy, 29 avril–4 mai 1991. Paris 1993, p. 89–103.
- Le Concours Cerlogne. dans : Schweizer Volkskunde – Folklore suisse – Folclore svizzero. Zeitschrift der Schweizerischen Gesellschaft für Volkskunde, 93–94, 1994, p. 133–135.
- avec Henri Armand et Pierre Vietti : Le Musée Cerlogne et le Centre d’Études Francoprovençales René Willien de Saint-Nicolas. Imprimerie Duc. Aoste, 1996.
- Le Centre d’Études francoprovençales René Willien. dans : Pagine della Valle d’Aosta. Priuli e Verlucca Editori, Ivrée, 1997.
- Paul Scheuermeier et la Vallée d’Aoste. dans : Nouvelles du Centre d’Études Francoprovençales René Willien. n. 40, Aoste, 1999, p. 5–11.
- Jules Brocherel, les traditions populaires et la linguistique. dans : Le Monde alpin et rhodanien. 2000.
- L’institutrice. dans : Le travail de la femme en Vallée d’Aoste, Savoie, Valais entre agropastoralisme et industrialisation. Le cas de la fromagère, de la vigneronne, de l’institutrice et de l’ouvrière. Priuli e Verlucca Editori. Ivrée, 2001.
- Le charivari en Vallée d’Aoste. dans : Le Monde Alpin et Rhodanien. 2001.
- Un glossaire méconnu: Félicien Gamba et le patois de Montjovet. dans : Dictionnaires et glossaires du francoprovençal. Actes de la Conférence annuelle du Centre d’Études francoprovençales 2000. Aoste, 2002.
- Toponymie rurale et mémoire collective (la Vallée d’Aoste). dans : Récit et toponymie. Rives nord-méditerranéennes, 2e série. Aix-en Provence 2002.
- Colligera atque tradere. Études d'ethnographie alpine et de dialectologie francoprovençale. Mélanges offerts à Alexis Bétemps. ; Région autonome Vallée d'Aoste. Aoste, 2003.
- Pour une politique de l’enseignement du francoprovençal en Vallée d’Aoste. dans : Quelles politiques linguistiques éducatives pour les langues régionales ou minoritaires de l’Arc alpin. Région Provence, Alpes et Côte d’Azur 2006.
- avec Lidia Philippot: Merveilles dans la vallée. 2006
- avec Claudine Remacle: Les reines à Vertosan. Le lait et la bataille. Aoste, Saint-Nicolas 2007.
- avec Enrica Dossigny: Le patois de l’autre monde. In: Langues et cultures de France et d’ailleurs. Lyon 2009.
- L’adieu aux Alpes. dans : Le Flambeau. n. 209, 2009.
- 20e anniversaire du décès du professeur Ernest Schüle. 2009.
- La vita negli alpeggi valdostani nella prima metà del novecento. Priuli e Verlucca. Ivrée, 2009.
- Le nationalisme italien et l’invention du Cervin. dans : Vallée d’Aoste 1848–1870. Imprimerie Duc. Saint-Christophe, 2011.
- Erbario. Turin 2013.
- Les fées dans les Alpes occidentales. dans : Giuliana Cunéaz : La fata delle morene. Aoste, 2014.
- Le théâtre francoprovençal en Vallée d’Aoste, ses racines et son actualité. dans : Bulletin du Centre d’Études francoprovençales «René Willien» de Saint-Nicolas. n. 70, Aoste 2014.
- La toponymie valdôtaine de l’oral à l’écrit. dans : Toujours langue varie…. Mélanges de linguistique historique du français et de dialectologie galloromane offerts à M. le professeur Andres Kristol. Librairie Droz. Genève 2014.
- À la racine de quelques légendes contemporaines, dites métropolitaines, en Vallée d’Aoste. dans : Bulletin du Centre d’Études francoprovençales « René Willien » de Saint-Nicolas. n. 72, Aoste 2015.
- Come superare il lungo inverno alpino. Metodi per conservare a lungo gli alimenti. dans : Campiello e i Walser. Atti del XXIII convegno di studi, Campello Monti 23 luglio 2015. Walsergemeinschaft, 2015.
- La moquerie dans nos montagnes: Qui est moqué, de la part de qui, comment et pourquoi. Esquisse de la distribution géographique de la moquerie en Vallée d’Aoste. dans : Actes du colloque international de l’Université de Neuchâtel, 31 mai – 1er juin 2013. Peter Lang, Berne, 2015.
- Au temps de Willien : les ferments de langue. dans : Bulletin du Centre d’Études francoprovençales « René Willien » de Saint-Nicolas. n. 73, Aoste 2016.
- Les carnavals alpins en Vallée d’Aoste. éditions Le Château, Aoste 2018.